# Keizer Ferdinand III
Ferdinand III (Graz, 13 juli 1608 — Wenen, 2 april 1657), aartshertog van Oostenrijk (1637–1657), was keizer van het Heilige Roomse Rijk van 15 februari 1637 tot 1657.
Ferdinand Ernst was de derde zoon van keizer Ferdinand II en diens eerste vrouw, Maria Anna van Beieren. Hij werd koning van Hongarije in 1625 en koning van Bohemen in 1627. Hij volgde zijn vader op als keizer van het Heilige Roomse Rijk in 1637.

## Dertigjarige Oorlog
Na de dood van Albrecht von Wallenstein in 1634 werd hij hoofd van het Keizerlijk Leger. Later dat jaar versloeg hij de Zweden in de Slag bij Nördlingen. De Vrede van Praag (1635) was de directe aanleiding dat Frankrijk in de oorlog stapte. Kardinaal de Richelieu sloeg een wig tussen de Spaanse en Oostenrijkse Habsburgers, dit door rechtstreekse aanvallen en door steun te geven aan de Zweden en de opstandige Catalanen (Catalaanse Opstand).
De keuze van Ferdinand om Matthias Gallas aan te stellen aan het hoofd van het keizerlijk leger in Noord-Duitsland bleek een vergissing. De Slag bij Jankau in 1645 tegen de Zweden was de genadeslag. De legers onder leiding van Lennart Torstenson stonden op 30 mijl van Wenen.
Na drie jaar onderhandelen ondertekenden de partijen de Vrede van Westfalen, met Frankrijk de Vrede van Münster en met Zweden de Vrede van Osnabrück in 1648.

## Huwelijken en kinderen
Op 20 februari 1631 huwde Ferdinand III te Wenen met Maria Anna van Spanje. Zij was de jongste dochter van Filips III van Spanje en Margaretha van Oostenrijk. Zij waren volle neef en nicht, aangezien Maria's moeder een zus was van Ferdinands vader.
Samen kregen zij zes kinderen:
- Ferdinand (1633-1654), koning van Hongarije en Bohemen, Rooms koning
- Maria Anna (1634-1696); ∞ (1649) koning Filips IV van Spanje (1605-1665)
- Filips August (1637-1639)
- Maximiliaan Thomas (1638-1639)
- Leopold (1640-1705), Rooms keizer
- Maria (° en † 1646)

In 1648 huwde Ferdinand III met aartshertogin Maria Leopoldina. Zij stierf in 1649.
Zij kregen één zoon:
- Karel Jozef (1649-1664).

In 1651 huwde Ferdinand III met Eleonora Gonzaga, dochter van Carlo II Gonzaga.
Zij kregen vier kinderen:
- Theresia Maria Jozefa (Wenen, 1652 - aldaar, 1653)
- Eleonora Maria Jozefa (1653-1697); ∞ I (1670) koning Michaël van Polen (1640-1673); ∞ II (1678) hertog Karel V van Lotharingen (1643-1690)
- Maria Anna Jozefa (1654-1689); ∞ (1678) paltsgraaf Johan Willem van Neuburg (1658-1716), later keurvorst van de Palts
- Ferdinand Jozef Aloysius (Wenen, 1657 – aldaar, 1658)

Ferdinand III was een van de keizers van het Heilige Roomse Rijk in een ononderbroken rij van vier wier muzikale kwaliteiten zich ook uitten in het zelf componeren van muziekstukken.

## Kwartierstaat (voorouders)
| Keizer Ferdinand I (1503-1564)       | Keizer Ferdinand I (1503-1564)       | Keizer Ferdinand I (1503-1564)       | Keizer Ferdinand I (1503-1564)       | Keizer Ferdinand I (1503-1564)       | Keizer Ferdinand I (1503-1564)       |                                     |                                     | Anna van Bohemen en Hongarije (1503-1547) | Anna van Bohemen en Hongarije (1503-1547) | Anna van Bohemen en Hongarije (1503-1547) | Anna van Bohemen en Hongarije (1503-1547) | Anna van Bohemen en Hongarije (1503-1547) | Anna van Bohemen en Hongarije (1503-1547) |                                 |                                 | Albrecht V van Beieren (1528-1579)     | Albrecht V van Beieren (1528-1579)     | Albrecht V van Beieren (1528-1579)     | Albrecht V van Beieren (1528-1579)     | Albrecht V van Beieren (1528-1579)     | Albrecht V van Beieren (1528-1579)     |  |  | Anna van Oostenrijk (1528-1590)  | Anna van Oostenrijk (1528-1590)  | Anna van Oostenrijk (1528-1590)  | Anna van Oostenrijk (1528-1590)  | Anna van Oostenrijk (1528-1590)  | Anna van Oostenrijk (1528-1590)  |                                    |                                    | Frans I van Lotharingen (1517-1545)   | Frans I van Lotharingen (1517-1545)   | Frans I van Lotharingen (1517-1545)   | Frans I van Lotharingen (1517-1545)   | Frans I van Lotharingen (1517-1545)   | Frans I van Lotharingen (1517-1545)   |                                    |                                    | Christina van Denemarken (1521-1590)      | Christina van Denemarken (1521-1590)      | Christina van Denemarken (1521-1590)      | Christina van Denemarken (1521-1590)      | Christina van Denemarken (1521-1590)      | Christina van Denemarken (1521-1590)      |  |  |                                           |                                           |                                           |                                           |                                           |                                           |
| Keizer Ferdinand I (1503-1564)       | Keizer Ferdinand I (1503-1564)       | Keizer Ferdinand I (1503-1564)       | Keizer Ferdinand I (1503-1564)       | Keizer Ferdinand I (1503-1564)       | Keizer Ferdinand I (1503-1564)       |                                     |                                     | Anna van Bohemen en Hongarije (1503-1547) | Anna van Bohemen en Hongarije (1503-1547) | Anna van Bohemen en Hongarije (1503-1547) | Anna van Bohemen en Hongarije (1503-1547) | Anna van Bohemen en Hongarije (1503-1547) | Anna van Bohemen en Hongarije (1503-1547) |                                 |                                 | Albrecht V van Beieren (1528-1579)     | Albrecht V van Beieren (1528-1579)     | Albrecht V van Beieren (1528-1579)     | Albrecht V van Beieren (1528-1579)     | Albrecht V van Beieren (1528-1579)     | Albrecht V van Beieren (1528-1579)     |  |  | Anna van Oostenrijk (1528-1590)  | Anna van Oostenrijk (1528-1590)  | Anna van Oostenrijk (1528-1590)  | Anna van Oostenrijk (1528-1590)  | Anna van Oostenrijk (1528-1590)  | Anna van Oostenrijk (1528-1590)  |                                    |                                    | Frans I van Lotharingen (1517-1545)   | Frans I van Lotharingen (1517-1545)   | Frans I van Lotharingen (1517-1545)   | Frans I van Lotharingen (1517-1545)   | Frans I van Lotharingen (1517-1545)   | Frans I van Lotharingen (1517-1545)   |                                    |                                    | Christina van Denemarken (1521-1590)      | Christina van Denemarken (1521-1590)      | Christina van Denemarken (1521-1590)      | Christina van Denemarken (1521-1590)      | Christina van Denemarken (1521-1590)      | Christina van Denemarken (1521-1590)      |  |  |                                           |                                           |                                           |                                           |                                           |                                           |
|                                      |                                      |                                      |                                      |                                      |                                      |                                     |                                     |                                           |                                           |                                           |                                           |                                           |                                           |                                 |                                 |                                        |                                        |                                        |                                        |                                        |                                        |  |  |                                  |                                  |                                  |                                  |                                  |                                  |                                    |                                    |                                       |                                       |                                       |                                       |                                       |                                       |                                    |                                    |                                           |                                           |                                           |                                           |                                           |                                           |  |  |                                           |                                           |                                           |                                           |                                           |                                           |
|                                      |                                      |                                      |                                      |                                      |                                      |                                     |                                     |                                           |                                           |                                           |                                           |                                           |                                           |                                 |                                 |                                        |                                        |                                        |                                        |                                        |                                        |  |  |                                  |                                  |                                  |                                  |                                  |                                  |                                    |                                    |                                       |                                       |                                       |                                       |                                       |                                       |                                    |                                    |                                           |                                           |                                           |                                           |                                           |                                           |  |  |                                           |                                           |                                           |                                           |                                           |                                           |
|                                      |                                      |                                      |                                      | Karel II van Oostenrijk (1540-1590)  | Karel II van Oostenrijk (1540-1590)  | Karel II van Oostenrijk (1540-1590) | Karel II van Oostenrijk (1540-1590) | Karel II van Oostenrijk (1540-1590)       | Karel II van Oostenrijk (1540-1590)       |                                           |                                           |                                           |                                           |                                 |                                 | Maria Anna van Beieren (1551-1608)     | Maria Anna van Beieren (1551-1608)     | Maria Anna van Beieren (1551-1608)     | Maria Anna van Beieren (1551-1608)     | Maria Anna van Beieren (1551-1608)     | Maria Anna van Beieren (1551-1608)     |  |  | Willem V van Beieren (1548-1626) | Willem V van Beieren (1548-1626) | Willem V van Beieren (1548-1626) | Willem V van Beieren (1548-1626) | Willem V van Beieren (1548-1626) | Willem V van Beieren (1548-1626) |                                    |                                    |                                       |                                       |                                       |                                       | Renata van Lotharingen (1544-1602)    | Renata van Lotharingen (1544-1602)    | Renata van Lotharingen (1544-1602) | Renata van Lotharingen (1544-1602) | Renata van Lotharingen (1544-1602)        | Renata van Lotharingen (1544-1602)        |                                           |                                           |                                           |                                           |  |  |                                           |                                           |                                           |                                           |                                           |                                           |
|                                      |                                      |                                      |                                      | Karel II van Oostenrijk (1540-1590)  | Karel II van Oostenrijk (1540-1590)  | Karel II van Oostenrijk (1540-1590) | Karel II van Oostenrijk (1540-1590) | Karel II van Oostenrijk (1540-1590)       | Karel II van Oostenrijk (1540-1590)       |                                           |                                           |                                           |                                           |                                 |                                 | Maria Anna van Beieren (1551-1608)     | Maria Anna van Beieren (1551-1608)     | Maria Anna van Beieren (1551-1608)     | Maria Anna van Beieren (1551-1608)     | Maria Anna van Beieren (1551-1608)     | Maria Anna van Beieren (1551-1608)     |  |  | Willem V van Beieren (1548-1626) | Willem V van Beieren (1548-1626) | Willem V van Beieren (1548-1626) | Willem V van Beieren (1548-1626) | Willem V van Beieren (1548-1626) | Willem V van Beieren (1548-1626) |                                    |                                    |                                       |                                       |                                       |                                       | Renata van Lotharingen (1544-1602)    | Renata van Lotharingen (1544-1602)    | Renata van Lotharingen (1544-1602) | Renata van Lotharingen (1544-1602) | Renata van Lotharingen (1544-1602)        | Renata van Lotharingen (1544-1602)        |                                           |                                           |                                           |                                           |  |  |                                           |                                           |                                           |                                           |                                           |                                           |
|                                      |                                      |                                      |                                      |                                      |                                      |                                     |                                     |                                           |                                           | Keizer Ferdinand II (1578-1637)           | Keizer Ferdinand II (1578-1637)           | Keizer Ferdinand II (1578-1637)           | Keizer Ferdinand II (1578-1637)           | Keizer Ferdinand II (1578-1637) | Keizer Ferdinand II (1578-1637) |                                        |                                        |                                        |                                        |                                        |                                        |  |  |                                  |                                  |                                  |                                  |                                  |                                  | Maria Anna van Beieren (1574-1616) | Maria Anna van Beieren (1574-1616) | Maria Anna van Beieren (1574-1616)    | Maria Anna van Beieren (1574-1616)    | Maria Anna van Beieren (1574-1616)    | Maria Anna van Beieren (1574-1616)    |                                       |                                       |                                    |                                    |                                           |                                           |                                           |                                           |                                           |                                           |  |  |                                           |                                           |                                           |                                           |                                           |                                           |
|                                      |                                      |                                      |                                      |                                      |                                      |                                     |                                     |                                           |                                           | Keizer Ferdinand II (1578-1637)           | Keizer Ferdinand II (1578-1637)           | Keizer Ferdinand II (1578-1637)           | Keizer Ferdinand II (1578-1637)           | Keizer Ferdinand II (1578-1637) | Keizer Ferdinand II (1578-1637) |                                        |                                        |                                        |                                        |                                        |                                        |  |  |                                  |                                  |                                  |                                  |                                  |                                  | Maria Anna van Beieren (1574-1616) | Maria Anna van Beieren (1574-1616) | Maria Anna van Beieren (1574-1616)    | Maria Anna van Beieren (1574-1616)    | Maria Anna van Beieren (1574-1616)    | Maria Anna van Beieren (1574-1616)    |                                       |                                       |                                    |                                    |                                           |                                           |                                           |                                           |                                           |                                           |  |  |                                           |                                           |                                           |                                           |                                           |                                           |
|                                      |                                      |                                      |                                      |                                      |                                      |                                     |                                     |                                           |                                           |                                           |                                           |                                           |                                           |                                 |                                 |                                        |                                        |                                        |                                        |                                        |                                        |  |  |                                  |                                  |                                  |                                  |                                  |                                  |                                    |                                    |                                       |                                       |                                       |                                       |                                       |                                       |                                    |                                    |                                           |                                           |                                           |                                           |                                           |                                           |  |  |                                           |                                           |                                           |                                           |                                           |                                           |
|                                      |                                      |                                      |                                      |                                      |                                      |                                     |                                     |                                           |                                           |                                           |                                           |                                           |                                           |                                 |                                 |                                        |                                        |                                        |                                        |                                        |                                        |  |  |                                  |                                  |                                  |                                  |                                  |                                  |                                    |                                    |                                       |                                       |                                       |                                       |                                       |                                       |                                    |                                    |                                           |                                           |                                           |                                           |                                           |                                           |  |  |                                           |                                           |                                           |                                           |                                           |                                           |
| Christine van Oostenrijk (1601-1601) | Christine van Oostenrijk (1601-1601) | Christine van Oostenrijk (1601-1601) | Christine van Oostenrijk (1601-1601) | Christine van Oostenrijk (1601-1601) | Christine van Oostenrijk (1601-1601) |                                     |                                     | Karel van Oostenrijk (1603-1603)          | Karel van Oostenrijk (1603-1603)          | Karel van Oostenrijk (1603-1603)          | Karel van Oostenrijk (1603-1603)          | Karel van Oostenrijk (1603-1603)          | Karel van Oostenrijk (1603-1603)          |                                 |                                 | Johan Karel van Oostenrijk (1605-1619) | Johan Karel van Oostenrijk (1605-1619) | Johan Karel van Oostenrijk (1605-1619) | Johan Karel van Oostenrijk (1605-1619) | Johan Karel van Oostenrijk (1605-1619) | Johan Karel van Oostenrijk (1605-1619) |  |  | Keizer Ferdinand III (1608-1657) | Keizer Ferdinand III (1608-1657) | Keizer Ferdinand III (1608-1657) | Keizer Ferdinand III (1608-1657) | Keizer Ferdinand III (1608-1657) | Keizer Ferdinand III (1608-1657) |                                    |                                    | Maria Anna van Oostenrijk (1610-1665) | Maria Anna van Oostenrijk (1610-1665) | Maria Anna van Oostenrijk (1610-1665) | Maria Anna van Oostenrijk (1610-1665) | Maria Anna van Oostenrijk (1610-1665) | Maria Anna van Oostenrijk (1610-1665) |                                    |                                    | Cecilia Renata van Oostenrijk (1611-1644) | Cecilia Renata van Oostenrijk (1611-1644) | Cecilia Renata van Oostenrijk (1611-1644) | Cecilia Renata van Oostenrijk (1611-1644) | Cecilia Renata van Oostenrijk (1611-1644) | Cecilia Renata van Oostenrijk (1611-1644) |  |  | Leopold Willem van Oostenrijk (1614-1662) | Leopold Willem van Oostenrijk (1614-1662) | Leopold Willem van Oostenrijk (1614-1662) | Leopold Willem van Oostenrijk (1614-1662) | Leopold Willem van Oostenrijk (1614-1662) | Leopold Willem van Oostenrijk (1614-1662) |

vet = keizer · cursief = tegenkoning · 1 = medekoning (in een deelrijk) · 2 = afkomstig uit een andere dynastie
- Bibsys: 1085675
- Biblioteca Nacional de España: XX1626422
- Bibliothèque nationale de France: cb139703472 (data)
- Biografisch Portaal: 41421265
- CiNii: DA13530845
- Gemeinsame Normdatei: 118532529
- International Standard Name Identifier: 0000 0001 2140 3878
- Library of Congress Control Number: n82136813
- Nationale Bibliotheek van Tsjechië: jo2004214956
- Nationale Bibliotheek van Israël: 987007314395005171
- Nationale Bibliotheek van Polen: a0000002050621
- Nationale en Universitaire bibliotheek Zagreb: 000057060
- Nederlandse Thesaurus van Auteursnamen: 071076468
- RKD-Nederlands Instituut voor Kunstgeschiedenis: 486775
- Istituto Centrale per il Catalogo Unico: BVEV295697
- LIBRIS: 209145
- SNAC: w6m04rhr
- Système universitaire de documentation: 086132172
- Union List of Artist Names: 500354826
- Virtual International Authority File: 267762391
- WorldCat: E39PBJhhvY9BdXWBMmxmRjDyVC